# Landolphia bruneelii
Landolphia bruneelii là một loài thực vật có hoa trong họ La bố ma. Loài này được (De Wild.) Pichon mô tả khoa học đầu tiên năm 1953.